# Henning Schroll (1760-1833)
 Der er flere personer med dette navn, se Henning Schroll.
Henning Schroll (1760 på Frederiksgave – 17. januar 1833 på Lykkenssæde) var en dansk høravler og arvefæster, far til Christian og Gustav Schroll.

## Uddannelse og erfaring
Han fødtes på Frederiksgave, hvor faderen, Johan Georg Schroll (1733-1773), en indvandret tysker, var gartner. Moderen hed Catharina Elisabeth. Hos en her til landet indkaldt englænder, Arthur Howden, lærte han at hegle hørren på engelsk vis, og 1779 fik han af regeringen understøttelse til en rejse til Holland og Flandern for at gøre sig bekendt med den derværende høravlingsindustri. Han var borte i ikke mindre end 11 år, i hvilken tid han lærte metoder og redskaber for hørrens tilberedning at kende i Holland, Rhinlandene og Skotland. Han kom tilbage 1790 og opnåede straks ved grev Schimmelmanns anbefaling af regeringen et pengetilskud for at kunne aflægge en prøve på sin duelighed i den hollandske måde at behandle hørren på. Da prøven faldt heldig ud, tilstedes der ham et rentefrit lån på 6000 rigsdaler kurant til indkøb af en gård og anlæg af et institut til fremme af hørrens dyrkning og behandling. 1793 købte og sammenlagde han to arvefæstegårde i Hillerslev Sogn på Brahetrolleborgs gods, de gamle bygninger nedreves, og en ny gård, Lykkenssæde, opførtes, på hvilken "Høravlingsinstituttet" året efter oprettedes.

## Lykkenssæde
Under Schrolls dygtige ledelse udfoldede der sig nu her en ret betydelig virksomhed. Fra hele landet kom unge bønderkarle til Lykkenssæde, hvor de som regel opholdt sig 4-5 år, de modtog derefter som «udlærte Hørberedere» 100 rigsdaler af regeringen til hjælp til anskaffelse af sædefrø og redskaber og en præmie af 20-30 rigsdaler årlig, mod at de fortsatte hørberedelsen efter instituttets metode på mindst 1 tønde land. I årene 1799-1832 udgik der fra instituttet 95 lærlinge, der spredte kendskab til og færdighed i god høravl over hele landet, ligesom der med Lykkenssæde som mønster oprettedes flere hørberedningsanstalter. Schroll, der stadig modtog understøttelse af regeringen, drev selv hvert år 10 tønder land med hør på Lykkenssæde og 20 tønder på Brahetrolleborg. 1809 blev Henning Schroll Dannebrogsmand. Han døde 17. januar 1833.
Han blev gift 10. oktober 1794 på Brahetrolleborg med Adolphine Frederikke Gustavsdatter Ehrenreich (1771 på Brahetrolleborg - 1. januar 1842 på Lykkenssæde), datter af skovrider Hans Gustav Ehrenreich (ca. 1726-1813) og Dorthea Christine Foss (ca. 1732-1808).
Han er begravet på Hillerslev Kirkegård. Der findes en silhouet, gengivet i xylografi 1894.